# Вологість абсолютна
Вологість абсолютна (рос. абсолютная влажность; англ. absolute humidity; нім. absolute Feuchtigkeit f — вологість, що визначається густиною водяної пари (відношення маси водяної пари, що міститься у газі, до об'єму цього газу).

## Приклади
- Абсолютна вологість газу (рос. влажность газа абсолютная; англ. absolute gas humidity; нім. absolute Gasfeuchtigkeit f) – масова кількість водяної пари, яка міститься в 1 кг сухого газу або в 1 м³ вологого газу за нормальних (чи стандартних) умов. Якщо газ містить максимально можливу кількість водяної пари при заданій температурі, то він називається насиченим. Вологість вуглеводневих газів вища ніж повітря, причому, з підвищенням температури ця різниця зменшується. Чим більше в газі важких вуглеводнів, тим більша його вологість. Наявність H2S і CO2 підвищує вологість газу, а азоту — зменшує. Наявність у воді розчинених солей знижує вологість рівноважного з цією водою газу.

- Абсолютна вологість повітря (рос. абсолютная влажность воздуха; англ. absolute air humidity; нім. absolute Luftfeuchtigkeit f) — кількість водяної пари в грамах, що міститься в цей час в 1 м³ повітря.

- Абсолютна вологість снігу — кількість рідкої води, яку сніг фактично містить в цей час у всіх формах, за винятком гравітаційної підснігової води.